# Chuck Ainlay
Chuch Ainlay är en amerikansk musikproducent. Mest känd för att ha producerat större delen av Mark Knopflers soloalbum samt en del Dire Straits-material.
Tillsammans med Bob Ludwig vann han 2006 en Grammy Award i kategorin "Grammy Award for Best Surround Sound Album" för den nyproducerade 20-årsversionen av "Brothers in Arms".
Ainlay har förutom Mark Knopfler producerat album åt artister som bland annat Willie Nelson, Waylon Jennings, Steve Earle, Dixie Chicks, Sugarland och Emmylou Harris.

## Priser och nomineringar
- 1994, nominerad till en Grammy i kategorin "Best Engineered Recording Non-Classical (Rhythm, Country & Blues)"
- 1996, vinnare av "Engineer of the Year" - Nashville Music Association
- 1997, vinnare av "Engineer of the Year" - Nashville Music Association
- 1998, vinnare av "Engineer of the Year" - Music Row Magazine
- 1999, nominerad till "Engineer of the Year" - Mix Magazine
- 2000, nominerad till "Engineer of the Year" - Mix Magazine
- 2005, vinnare av en Grammy i kategorin "Grammy Award for Best Surround Sound Album"